# Prosper Tiro von Aquitanien
Prosper Tiro von Aquitanien (* um 390 bei Limoges; † nach 455 in Rom) war ein spätantiker Schriftsteller und ein Heiliger im 5. Jahrhundert. Er war auch Kanzleischreiber von Papst Leo I.

## Leben
Über die Abstammung und Herkunft Prosper Tiros ist wenig bekannt, er hatte aber eine gute Bildung und war verheiratet. Um 426 lebte er einige Zeit als Laienbruder in Marseille. Vor seinem Eintritt in das Kloster forderte er seine Gattin auf, ihr Leben Gott zu weihen. Zusammen mit seinem Freund Hilarius schrieb er Augustinus nach Africa über die semipelagianischen Ansichten in den Klöstern Südgalliens, was Augustin dazu antrieb, weitere Schriften zu veröffentlichen. Prosper Tiro bekämpfte den Semipelagianismus energisch. Um 431 reiste er zu Papst Coelestin I. nach Rom, um sich bei ihm Unterstützung in der Verteidigung der Lehre Augustins gegen die Semipelagianer einzuholen. Er prägte das antipelagianische Axiom Lex orandi, lex credendi.
In den späteren Jahren wandte sich Prosper Tiro von der strengen augustinischen Lehre ab und nahm eine moderatere Haltung ein. Ab dem Jahr 440 wurde er als Schreiber und Berater in dogmatischen Fragen an der päpstlichen Kanzlei angestellt. Er war einerseits an der Korrespondenz von Papst Leo I. beteiligt, so an dem dogmengeschichtlich bedeutsamen Tomus ad Flavianum von 449, andererseits verfasste er aber auch weitere persönliche Werke. So schrieb Prosper Tiro eine Weltchronik, die bis in das Jahr 455 reicht und einige wichtige Informationen enthält. Sie folgte der Chronik des Hieronymus und enthält ab dem Jahr 412 eigene Erfahrungen. Zu dieser Chronik gibt es aus dem 7. Jahrhundert stammende Fortsetzungen (Auctarium Prosperi Havniense) und Ergänzungen (Additamenta ad Prosperum Havniensia).

## Verehrung
Prosper Tiro, dem die Kirche St. Prosper (Gehlenberg) gewidmet ist, ist der Schutzpatron der Dichter. Sein evangelischer und römisch-katholischer Gedenktag ist der 25. Juni. 
1676 wurde ein Prosper mit der Überführung von Gebeinen eines Katakombenheiligen in die Pfarrkirche St. Johann (Erding) als Stadtpatron von Erding etabliert. Er ist nicht identisch mit Prosper Tiro. Im öffentlichen Bewusstsein spielt er dort inzwischen allerdings nur noch als Namensgeber für das fastenzeitliche Starkbier St. Prosper eine Rolle.

## Werke (Auswahl)
- Capitua Caelestiana
- Carmen de ingratis
- De gratia Dei et libero arbitrium contra collatorem
- De vocatione omnium gentium. Überarbeitung der Lehre Augustins von der Prädestination
- Epistulae
- Epitaphium Nestorianae et Pelagianae haereseon. Ironische Auseinandersetzung mit Nestorianismus und Pelagianismus
- Exposito Psalmorum
- Liber sententiarum ex operibus
- Epigrammata
- Liber epigrammatum ex sententiis sancti Augustini
- Epigrammatum ad Flavianum Zusammenarbeit mit Papst Leo I.
- Epitoma chronicorum (Weltchronik)
- Poema conjugis ad uxorem. Aufforderung an seine Gattin, ihr Leben Gott zu weihen.
- Pro Augustino responsiones ad excerpta Genuesium
- Responsiones ad capitula Gallorum
- Responsiones ad capitula obiectionum Vincentianarum
- Liber Sententiarum

## Ausgaben
- Maria Becker, Jan-Markus Kötter: Prosper Tiro. Chronik – Laterculus regum Vandalorum et Alanorum (= Kleine und fragmentarische Historiker der Spätantike. Reihe G, Band 5–6). Paderborn 2016, ISBN 978-3-506-78211-3 (Einleitung online).
- Theodor Mommsen (Hrsg.): Chronica minora saec. IV.V.Vi.VII (= Monumenta Germaniae Historica. Auctores Antiquissimi. Band 9). Berlin 1892 (dmgh.de; beinhaltet die Chronik Prospers).